# 171. vestlige længdekreds
Den 171. vestlige længdekreds (eller 171 grader vestlig længde) er en længdekreds, der ligger 171 grader vest for nulmeridianen. Den løber gennem Ishavet, Asien, Stillehavet, det Sydlige Ishav og Antarktis.